# Carlos Auzqui
Carlos Daniel Auzqui (Longchamps, 1991. március 16. –) argentin labdarúgó, az argentin Atlético Tucumán játékosa.

## Pályafutása

### Klubcsapatokban
Auzqui az argentin Estudiantes akadémiáján nevelkedett,  2009. december 3-án a Chacarita Juniors elleni mérkőzésen mutatkozott be az argentin élvonalban. 2010-ben argentin bajnok lett. 2017-től 2022-ig a River Plate játékosa.

#### Ferencváros
2022. február 12-én jelentették be, hogy szerződtette a magyar Ferencváros csapata. 2022. április 29-én a labdarúgó NB I 30. fordulójában a Paks ellen 2–1-re megnyert idegenbeli mérkőzésen lőtte első gólját az FTC-ben. Augusztus 18-án gólt lőtt az ír Shamrock Rovers ellen, az Európa-liga-selejtező rájátszásának első találkozóján. Szeptember 4-én a Szusza Ferenc Stadionban az Újpest elleni bajnoki mérkőzésen 1 góllal vette ki a részét a történelmi 6–0-s Fradi győzelemből.

#### San Lorenzo
2023. július 28-án kétéves szerződést írt alá a San Lorenzo csapatával.

## Sikerei, díjai
Estudiantes
- Argentin bajnok (1): 2010

 River Plate
- Argentin kupagyőztes (1): 2017

 Ferencvárosi TC
- Magyar bajnok (2): 2021–22,[9] 2022–23[10]
- Magyar kupagyőztes (1): 2022[11]

#### Közösségi platformok
- Carlos Auzqui az Instagramon

#### Egyéb weboldalak
- Carlos Auzqui adatlapja a Transfermarkt oldalán (angolul)
- Carlos Auzqui adatlapja a Soccerway oldalon (angolul)
- Carlos Auzqui pályafutásának statisztikái a Soccerbase oldalon (angolul)

- Carlos Auzqui adatlapja az MLSZ oldalán (magyarul)
- Carlos Auzqui adatlapja a HLSZ oldalán (magyarul)
- Carlos Auzqui adatlapja a BDFA oldalán (spanyolul)
- Carlos Auzqui adatlapja a fichajes.com oldalán (spanyolul)